# Blå tornet

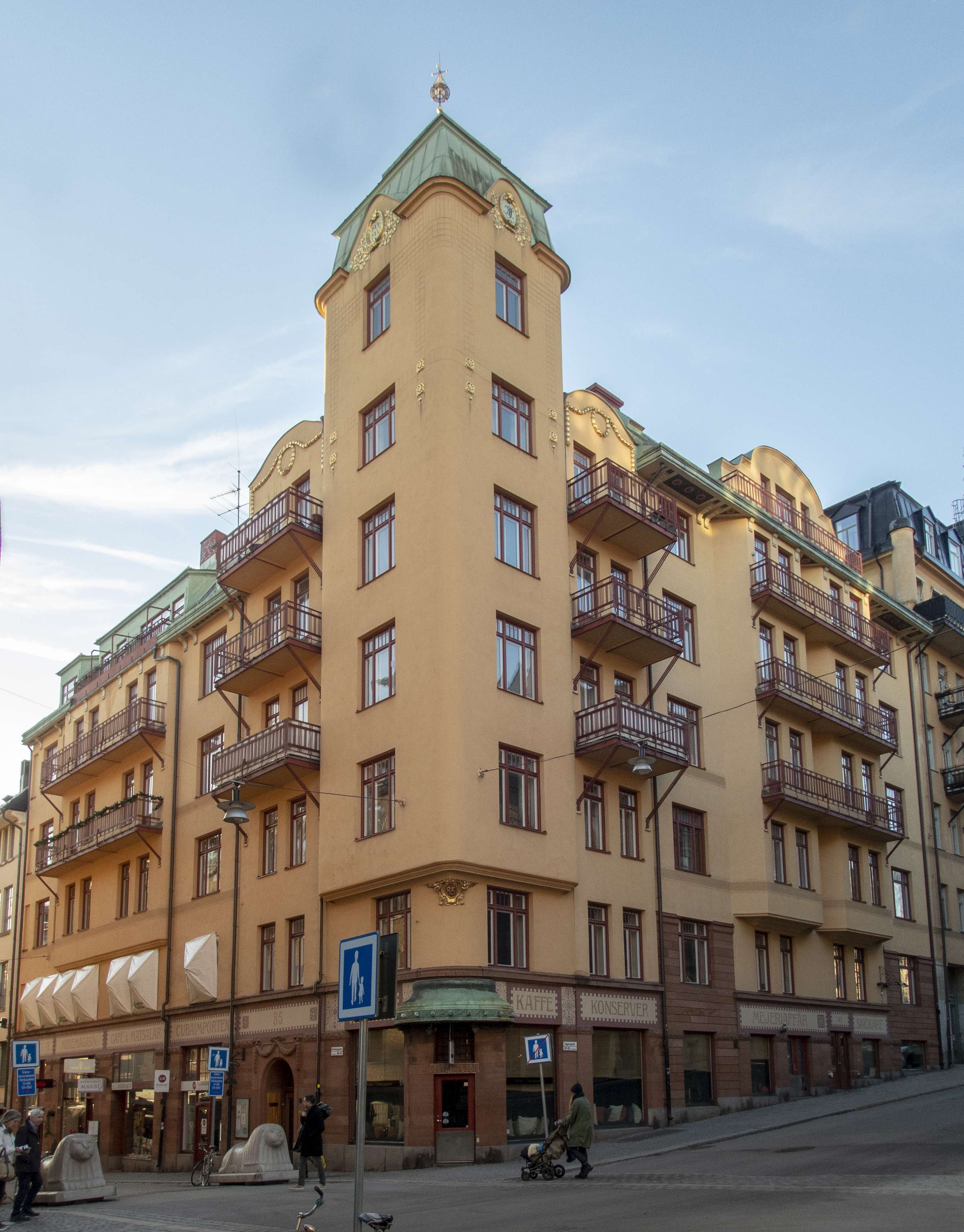
Blå tornet

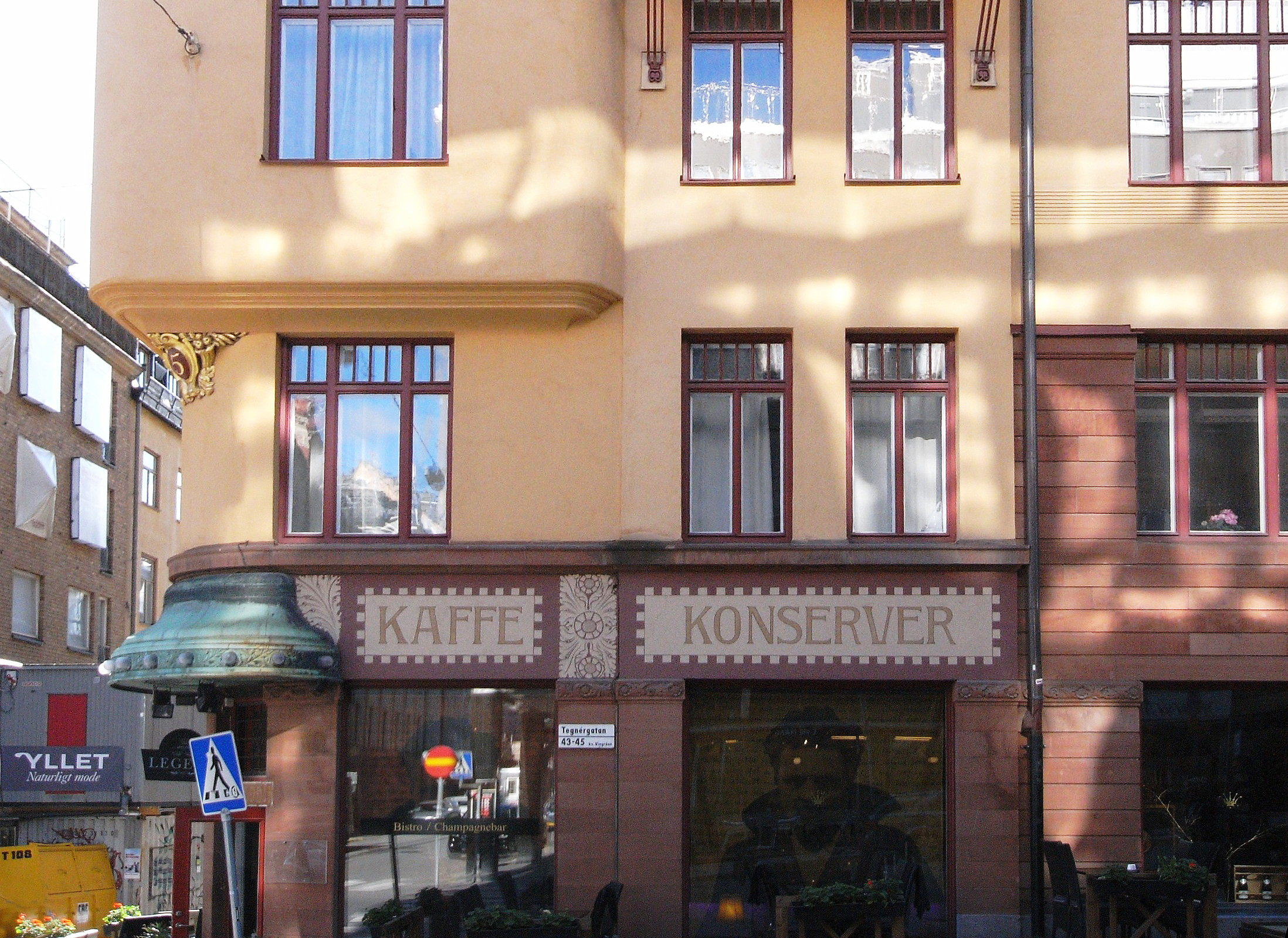
Detalj, bottenvåningen.

För andra betydelser, se Blå tornet (olika betydelser).
För olika betydelser av "Strindbergshuset", se Strindbergshuset.
Blå tornet är en byggnad på Drottninggatan 85 i Stockholm. Här ligger sedan 1973 Strindbergsmuseet. Huset är sedan 2000 ett lagskyddat byggnadsminne.

## Byggnaden
Blå torn uppfördes 1906–1907 efter ritningar av Hagström & Ekman, som ritade en byggnad i jugendstil med ett dominerande hörntorn. Jugendformer går igen i fasadens reliefdekor, takfotens målade blommor, fönstrens spröjsning, balkongens smiden, butikernas textband och stenornamentiken i sockelvåningen. I entré och trapphus (Drottninggatan 85) finns den fasta inredningen av snickerier, stuck och glasmåleri bevarad. I lägenheterna finns i huvudsak den fasta inredningen av paneler och stuckaturer kvar liksom enstaka kakelugnar. I trapphuset märks snickerier i blåviolett och guld samt hissgaller i förgylld metall.

## Namnet
Huset fick sitt namn av August Strindberg, som bodde här från 1908 till sin död 14 maj 1912. Det kan finnas flera anledningar till namnet. Strindberg kallade även byggnaden för "Gröna tornet" för att den hade grönt tak. Byggnaden är gulputsad och förefaller inte blå. Strindberg kan dock ha liknat sin bostad vid Blåtårn, vilket sedan medeltiden användes som fängelse åt adliga personer. En annan förklaring kan vara att trapphusets väggar och lägenhetsdörrarna ursprungligen var målade i blå färg. Färgsättningen rekonstruerades i samband med restaureringen av huset 1973.